# Котангенс
Котангенсът е тригонометрична функция, дефинирана като:
{\displaystyle ctgx={\frac {\,\cos x}{\,\sin x}}}
за всяко реално x ≠ k.π, където к е цяло число. Тази точка се изключва от дефиниционната област на котангенса, понеже той е дефиниран като частно и знаменателят не може да бъде равен на нула.
Бележи се с ctg, cotg или cot.

## Дефиниция
За остър ъгъл в правоъгълен триъгълник котангенсът се дефинира като отношението на прилежащия катет към срещулежащия. За обобщен ъгъл с радианна мярка x ≠ k π, чийто връх е в координатното начало, а първото рамо е по абсцисната ос, ctg x е абсцисата на точката, в която второто рамо на ъгъла пресича оста на котангенсите – допирателната към единичната окръжност, прекарана през точката с координати (0,1).

## Формули и свойства
Някои от свойствата на функцията котангенс са:
- Функцията котангенс е нечетна функция, понеже ctg (-x) = – ctg x.
- Функцията котангенс е периодична функция с период π, понеже ctg x = ctg (x + kπ).
- Функцията котангенс не е ограничена функция, тъй като tg 0 = ∞, tg π = -∞.
- За функцията котангенс са изпълнени:

ctg x = 1/ tg x,
1 + ctg2 x = 1/sin2x,

### Котангенс на сбор и разлика на два ъгъла
ctg (x + y) = (ctg x . ctg y -1) / (ctg y + ctg x),
ctg (x – y) = (ctg x . ctg y + 1) / (ctg y – ctg x).

### Котангенс на удвоен ъгъл
ctg 2x = (ctg2 x-1) / 2 ctg x.

### Графика на функцията
Графиката на котангенса е показана на следващия чертеж. Като вземем предвид равенството
ctg x = tg (π/2 – x),
виждаме, че графиката на котангенса може да се получи от графиката на тангенса посредством една симетрия и една транслация.